# Sinologie
« Sinologue » redirige ici. Pour l’article homophone, voir Cynologue.
 (janvier 2015).
Si vous disposez d'ouvrages ou d'articles de référence ou si vous connaissez des sites web de qualité traitant du thème abordé ici, merci de compléter l'article en donnant les références utiles à sa vérifiabilité et en les liant à la section « Notes et références ».
 (décembre 2009).

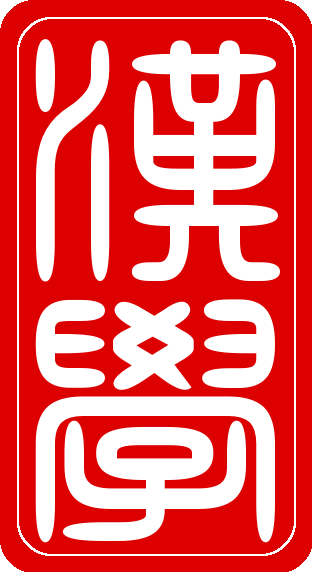
Exemple des caractères chinois (sinologie) dans le style grand sceau, éléments graphiques à la base de la communication écrite chinoise han.

La sinologie est l'étude de l'histoire, de la langue et de la civilisation chinoises.
On peut considérer  « sinologue » et  « sinisant » comme synonymes. En effet, selon le Littré, le sinologue a pour principal domaine d'étude la langue et l'histoire de la Chine et le sinisant est le spécialiste de la langue et de la civilisation chinoise.

## Histoire
Certains estiment que son apparition remonte aussi loin que Marco Polo au XIIIe siècle. L'étude systématique de la Chine remonte au XVIe siècle, quand les missionnaires jésuites, notamment Matteo Ricci, Ferdinand Verbiest, Antoine Thomas et d'autres tentèrent d'introduire le christianisme en Chine. Ainsi, les premières études sinologiques traitent souvent des aspects de la compatibilité du christianisme avec la culture chinoise.
Le Siècle des Lumières est une période de grande curiosité intellectuelle alimentée par les explorations et découvertes de nouveaux mondes. Des récits et des lettres - entre autres celles qui furent rassemblées dans la grande collection des Lettres édifiantes et curieuses -  circulaient et ouvraient l'Europe aux autres cultures. L'immense empire de la Chine fascinait tout particulièrement et des 'sinologues' (un grand mot pour le travail fait à l'époque!) commencèrent à populariser la philosophie, l'éthique, les concepts légaux et l'esthétique chinoise en Occident. Quoique souvent caricaturaux et incomplets, ces travaux ont contribué à un certain intérêt du public vis-a-vis des « chinoiseries », et alimenté des débats comparatifs. À cette époque, la Chine était souvent décrite comme un royaume éclairé.
Voltaire, grand lecteur des Lettres édifiantes..., a manifesté son intérêt pour le pays dans sa pièce, L'Orphelin de la Chine. Leibniz, l'inventeur du calcul différentiel, était très intéressé par la philosophie chinoise et notamment le Yi Jing, où il voyait une démonstration parfaite de la suite des nombres premiers. Il a également puisé dans le chinois l'idéal d'une langue universelle, de nature mathématique - idée immédiatement démentie par une analyse basique de la langue.
En France, Jean-Baptiste Du Halde qui lui-même n'avait jamais visité la Chine, publia en 1735 une Description de la Chine (4 volumes avec cartes) qui était largement fondée sur les lettres reçues de confrères jésuites. Ce livre fit autorité et fut rapidement traduit en quatre langues étrangères.
Aux XVIIe et XVIIIe siècles, d'autres missionnaires tels que James Legge (1815-1897) ont milité pour l'établissement de la sinologie comme discipline universitaire. En 1837, Samuel Kidd (1797-1843) devint le premier professeur de chinois en Angleterre. Les sinologues devinrent progressivement plus nombreux que les missionnaires, et la sinologie s'est établie comme une discipline consistante au XXe siècle. Elle peut avoir une influence politique, avec des sinologues agissant comme conseillers, tels John Fairbank aux États-Unis.
En 1795, l'école des Langues orientales Vivantes fut créée à Paris en 1796 par la Convention.
Jean-Pierre Abel-Rémusat (1788-1832), titulaire de la première chaire d’études chinoises en Occident au Collège de France en 1814, est considéré comme le fondateur de la sinologie ou étude scientifique de la Chine.
Durant la guerre froide, en France, Simon Leys a vivement critiqué les sinologues, dont l'engagement politique - à droite ou à gauche - oblitérait de façon grotesque la validité scientifique de leurs analyses. Il ridiculise ainsi ces spécialistes qui nous expliquent la Chine, notamment Alain Peyrefitte.
Au XXIe siècle, la sinologie est une discipline appelée à prendre de plus en plus de poids, étant donné l'importance économique et stratégique croissante du monde chinois.

## Sinologues

### Allemagne
- Christian Mentzel (1622–1701)
- Andreas Müller (1630-1694)
- Otto Franke (1863-1946)
- Richard Wilhelm (1873-1930)
- Wolfgang Franke (1912-2007)

### Belgique
- Charles de Harlez (1832-1899)
- Charles Michel (1853-1920)
- Simon Leys (pseudonyme Pierre Ryckmans) (1935-2014)
- Pascal de Duve (1964-1993)

### Espagne
- Juan Cobo (1547-1593) - Auteur de la grammaire Arte de la lengua china (manuscrit, 1592 ou 1593).
- Pedro Chirino (1557-1635) - Auteur du dictionnaire Dictionarium Sino Hispanicum (Manille, 1604).
- Melchor Manzano de Haro (1579?-1630) - Auteur de la grammaire Arte de la lengua chiõ chiu (manuscrit, 1620?).
- Francisco Díaz (1606-1646) - Auteur du dictionnaire Vocabulario de letra china con la explicación castellana (manuscrit, 1643).
- Francisco Varo (1627-1687) - Auteur de la grammaire Arte de la lengua mandarina (manuscrit, entre 1677 et 1682 ; Canton, 1703).

### États-Unis
- Herrlee G. Creel (1905-1994)
- John DeFrancis (1911-2009)
- John King Fairbank (1907-1991) 費正清
- Ping Ti Ho, Chinois américain
- Immanuel Hsu, Chinois américain
- Ray Huang (1918-2000), 黃仁宇,
- Cordwainer Smith (Paul Linebarger, 1913-1966)
- Jonathan Spence 史景遷 (1936-)
- Perry Link
- Peter Lorge
- Thomas Metzger
- Karl A. Wittfogel
- John W. Garver
- Thomas B. Gold

### France
- Joseph Henri Marie de Prémare (1666-1736)
- Jean-Baptiste Du Halde (1674-1743) - Auteur du premier grand ouvrage de référence sur la Chine: Description de la Chine' (4 volumes).[évaluation subjective qui nécessite une citation, en outre il y en a bien d'autres qui le précèdent]
- Arcade Huang (1679-1717) - chinois. Premier sinologue français du fait de ses études passées en Chine. Commence un dictionnaire et une grammaire du chinois.
- Étienne Fourmont (1683-1745) - Élève du précédent. Étend le dictionnaire franco-chinois.
- Joseph-Marie Amiot (1718-1793) prêtre jésuite, missionnaire en Chine, auteur d’une grammaire et dictionnaire mandchou.
- Jean-Pierre Abel-Rémusat (1788-1832)
- Stanislas Julien (1797-1873)
- Léon d'Hervey de Saint-Denys (1822-1892)
- Séraphin Couvreur (1835-1919)
- Henri Cordier (1849-1925)
- Père Louis Gaillard (1850-1900)
- Léon Wieger (1856-1933)
- Arnold Vissière (1858-1930)
- Édouard Chavannes (1865-1918)– Professeur au Collège de France (à partir de 1893)
- Paul Pelliot (1878-1945)
- André d'Hormon (1881-1965)
- Henri Maspero (1883-1945)
- Marcel Granet (1884-1940)
- René Grousset (1885-1952) - Historien orientaliste, plusieurs ouvrages historiques sur la Chine et les empires limitrophes.
- Robert des Rotours (1891-1980)
- Paul Demiéville (1894-1979)
- René Étiemble (1909-2002)
- Rolf Stein (1911-1999) - Professeur au Collège de France
- Père Claude Larre (1919-2001)
- Robert Ruhlmann (1920-1984)
- Yves Hervouet (1921-1999) - Chercheur et professeur de chinois, Secrétaire général du XXIXe Congrès International des Orientalistes
- Jacques Gernet (1921-2018) - Œuvre principale : Le monde chinois.
- André Lévy (sinologue) (1925-2017)
- Léon Vandermeersch (1928-2021)
- François Cheng (n. 1929)
- Isabelle Robinet (1932-2000)
- Michel Cartier (1934-2019)
- Jacques Pimpaneau (1934-2021)
- Alain Roux (1935-)
- Jacques Dars (1937-2010)
- Jean-Luc Domenach (n. 1945)
- Catherine Despeux (1946?-)
- Jean Levi (1948-)
- Marc Kalinovski (1949-)
- Jean-Philippe Béja (1949-)
- Joël Bellassen (n. 1950)
- Noël Dutrait
- Guilhem Fabre (1951-)
- François Jullien (1951-)
- Pierre Picquart (1951-)
- Marie Holzman (1953-)
- Anne Cheng (1955-)

### Italie
- Michele Ruggieri (1543-1607) - Compilateur, avec Matteo Ricci, d'un dictionnaire portugais-chinois (manuscrit, entre 1583 et 1588).
- Matteo Ricci (1552-1610) - Premier Européen à bien connaitre la langue et culture chinoise.[évaluation subjective qui nécessite une citation]
- Martino Martini (1614-1661) - Auteur de la grammaire Grammatica Sinica (manuscrit, entre 1651 et 1653).
- Basilio Brollo (1648-1704) - Auteur du dictionnaire latin-chinois Hànzì xīyì 漢字西譯 (manuscrit, entre 1694 et 1699) ; plagié par le sinologue français Chrétien-Louis-Joseph de Guignes (publié comme Dictionnaire Chinois-Latin-Français, Paris, 1813).

### Japon
- Shiratori Kurakichi (1865-1942)
- Naitō Konan (1866-1934)
- Takakusu, Junjirō (1866-1945)
- Kuwabara Jitsuzō 桑原隲藏 (1873-1931)
- Ikeuchi Hiroshi (1878-1952)
- Katō Shigeshi (1880-1989)
- Haneda Tōru (1882-1955)
- Ono, Genmyō (1883-1939)
- Kanda Kiichirō (1897-1983)
- Tsukamoto Zenryū (1898-1980)
- Niida Noboru (1904-1966)
- Mori Shikazō (1906-1980)
- Yabuuchi Kiyoshi (1906-2000)
- Mikami Tsugio (1907-1987)
- Nishijima Sadao (1919-1999)
- Ōbi Kōichi 小尾郊一
- Suzuki Torao 鈴木虎雄

### Royaume-Uni
- James Legge (1815-1897)
- Thomas Francis Wade (1818-1895)
- Herbert Giles (1845-1935)
- Edward Harper Parker (1849-1926)
- Arthur Waley (1889-1966)
- Joseph Needham (1900-1995)

### Russie
- Nikita Bitchourine (1777-1853)
- Piotr Kafarov (1817-1878)
- Vasiliy Ivanovich Alekseev (1881-1951)

### Autres
- Jean François Billeter (1939-), suisse
- Jerome Ch'en (1919-), canadien
- Charles Le Blanc, canadien
- Rafe de Crespigny (1936-), australien
- Jan Julius Lodewijk Duyvendak (1889-1954), néerlandais
- Bernhard Karlgren (1889-1978), suédois
- Erwin Ritter von Zach (1872-1942), autrichien
- Edwin G. Pulleyblank (1922-2013), canadien
- Göran Malmqvist, suédois (1924-2019)
- Wang Gungwu, singapourien
- Jaroslav Prusek, tchèque
- Robert van Gulik (1910-1967), néerlandais
- Étienne Balazs (1905-1963), hongrois
- Ferenc Tőkei, hongrois
- Geremie Barmé (1956-), australien
- Yaroslav Derega (1954-), ukrainien
- Sotiris Chalikias (1947-), grecque